# Henry's Dream
Albums de 
Nick Cave and the Bad Seeds
The Good Son
(1990) Live Seeds
(1993)
Henry's Dream est le septième album de Nick Cave and the Bad Seeds, paru en 1992. Cet album fait probablement référence au recueil de poèmes The Dream Songs de John Berryman, qui évoque les rêves d'un protagoniste nommé Henry. 
Enregistré au Dreamland Studios de Bearsville, dans l’état de New York, en novembre 1991, Nick Cave n'a pas apprécié la prestation du producteur américain, David Briggs, qui avait souhaité recourir à la méthode « live en studio » qu'il avait déjà utilisée avec Neil Young. Nick Cave, mécontent du résultat, procéda avec Mick Harvey à un nouveau mixage de l'album. S'ensuivit la sortie, l'année suivante, du premier live officiel des Bad Seeds, Live Seeds, Nick Cave souhaitant, selon ses propres termes, « rendre justice » aux morceaux. C'est sur cet album qu'apparaissent pour la première fois Martyn P. Casey (basse) et Conway Savage (piano, orgue), tous deux australiens, qui sont ensuite devenus des membres piliers des Bad Seeds. 
Henry's Dream est parfois considéré comme un album-concept, dans la mesure où les histoires racontées dans les chansons s'entrecroisent et où certains personnages se retrouvent d'une chanson à l'autre.

## Tracklisting
1. Papa Won't Leave You, Henry (5:43)
2. I Had a Dream, Joe (3:42)
3. Straight to You (4:35)
4. Brother, My Cup Is Empty (3:02)
5. Christina the Astonishing (4:50), morceau sur la vie de la sainte Christina Mirabilis
6. When I First Came to Town (5:21)
7. John Finn's Wife (5:13)
8. The Loom of the Land (5:07)
9. Jack the Ripper (3:45)

## Les chansons
- Les paroles du titre Christina the Astonishing sont basées sur une notice consacrée par Herbert Thurston à Christine l'Admirable dans sa refonte (1930) de The Lives of the Saints (La Vie des Saints) d'Alban Butler[1].

- Le titre When I First Came to Town tire en partie son inspiration de la version de la chanson traditionnelle Katy Cruel enregistrée par Karen Dalton, parue ultérieurement sur la compilation Original Seeds Vol. 1.

## Formation
- Nick Cave - chant, harmonica, claviers
- Mick Harvey - guitare, claviers, vibraphone, batterie
- Blixa Bargeld - guitare
- Conway Savage - piano, orgue
- Martyn P. Casey - basse
- Thomas Wydler - batterie, percussions

1. ↑   S. Piron, Christine l'Admirable. Vies, chants et merveilles, Bruxelles, 2021, p. 57.